# Falconara Marittima
Falconara Marittima est une ville italienne d'environ 25 816 habitants, située dans la province d'Ancône, dans la région Marches, en Italie centrale.

## Géographie
Falconara Marittima est située au nord du golfe d'Ancône.

## Monuments et patrimoine
- Le Château de Rocca Priora

## Personnalité
- Pasquale Andreoli (1771-1837), aéronaute, y est né.
- Fabio Roccheggiani

## Sport
- Championnat d'Europe de football des moins de 16 ans 1982
- Pallavolo Falconara

## Transports
L'aéroport Raffaello Sanzio (code AITA : AOI), aéroport d'Ancône, se trouve sur le territoire de Falconara Marittima.

## Administration
| Période                                  | Période | Identité | Étiquette | Qualité |
| ---------------------------------------- | ------- | -------- | --------- | ------- |
|                                          |         |          |           |         |
| Les données manquantes sont à compléter. |         |          |           |         |

### Hameaux
Castelferretti, Falconara Alta, Villanova, Fiumesino, Palombina Vecchia, Rocca a Mare

### Communes limitrophes
Ancône, Camerata Picena, Chiaravalle, Montemarciano